# Caux, Montreux
Caux (uttalas Kå) är en ort i kommunen Montreux i kantonen Vaud, Schweiz. 
Orten, belägen 600 meter ovanför Montreux, domineras av Caux-palatset (Palace de Caux), ett stort palats byggt 1902 i Belle epoque-stil som då var ett lyxhotell med bland annat Rudyard Kipling som besökare. 